# Léon Abry
Léon Eugène Auguste Abry (Anversa, 6 marzo 1857 – Anversa, 6 novembre 1905) è stato un pittore belga.

## Biografia
Figlio di un generale dell'esercito, si interessò fin da giovane ai soggetti militari e storici; fu anche pittore di ritratti e scene di genere, oltre che acquerellista e incisore. La sua carriera espositiva si svolse fra il Belgio e Parigi (1888 e 1895), Vienna (1888), Berlino (1886 e 1896), Dresda (1887) e Monaco di Baviera (1901). Fu membro della Société royale belge des aquarellistes, con sede a Bruxelles.
Due sue incisioni sono conservate al British Museum di Londra.

## Galleria d'immagini

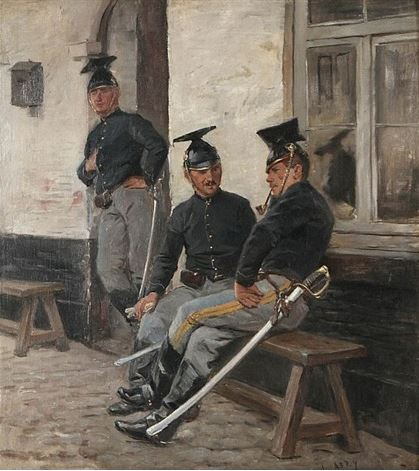
Guardia
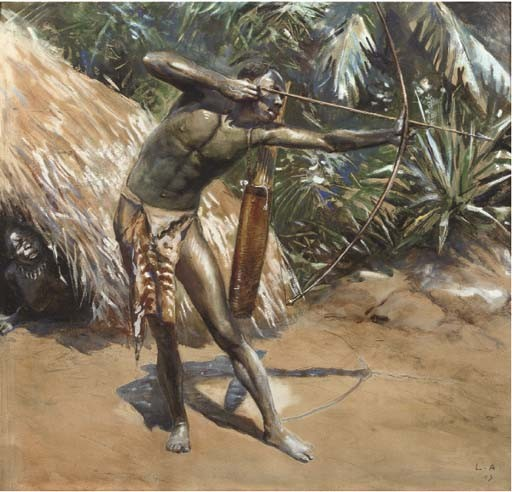
Pigmeo che caccia
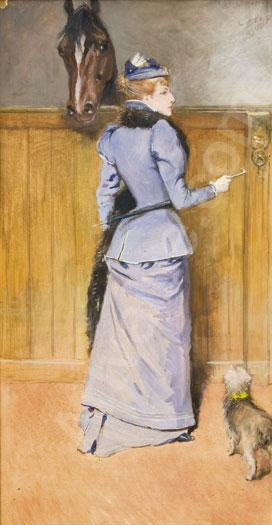
Amazzone
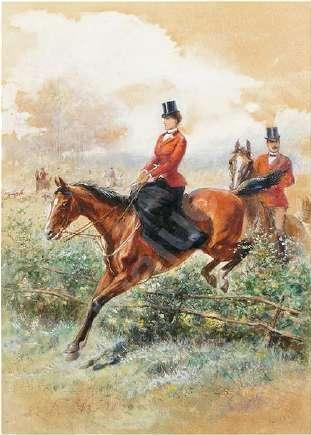
Cavalieri
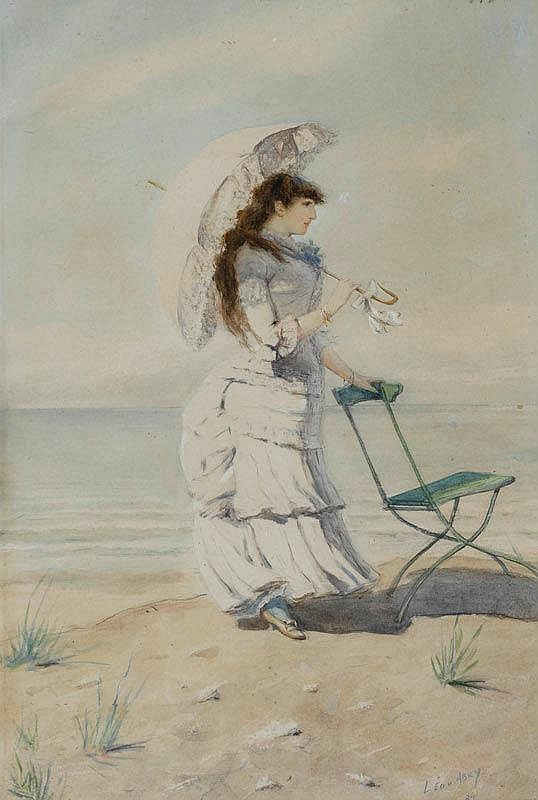
Donna elegante in spiaggia
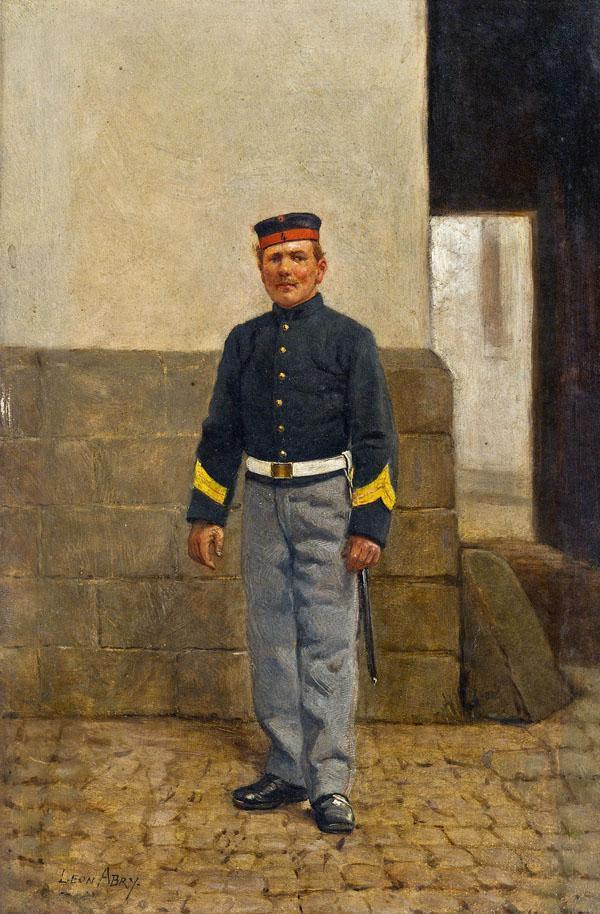
Soldato
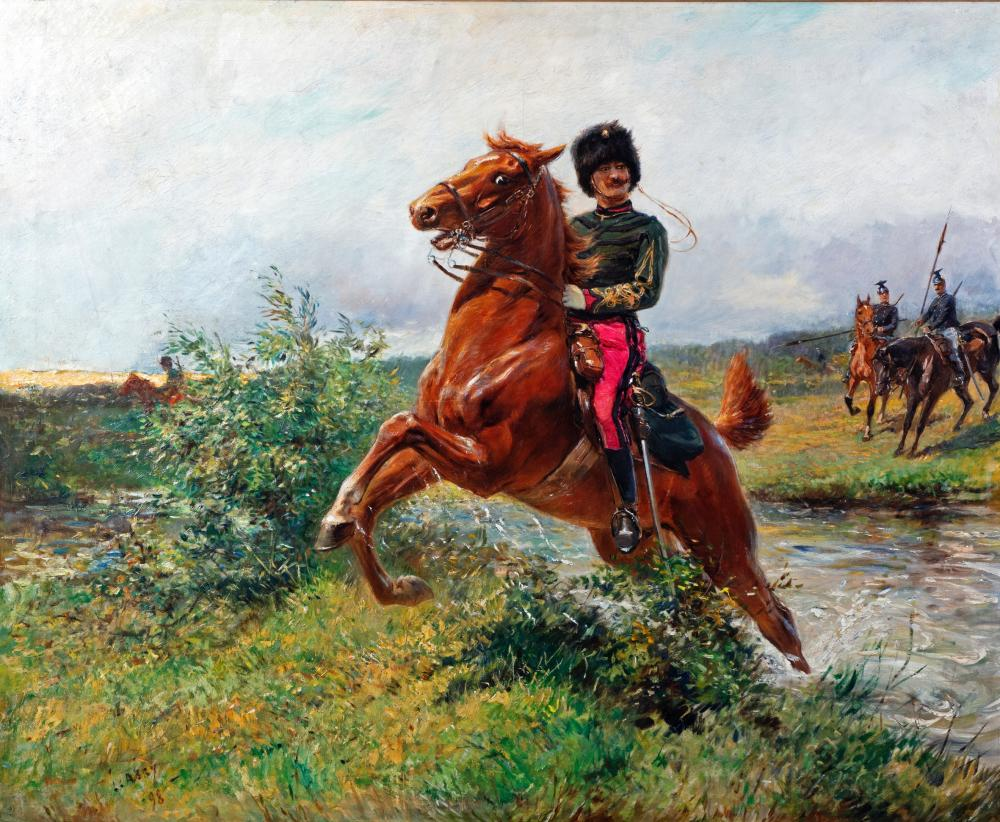
Ritirata dagli ulani
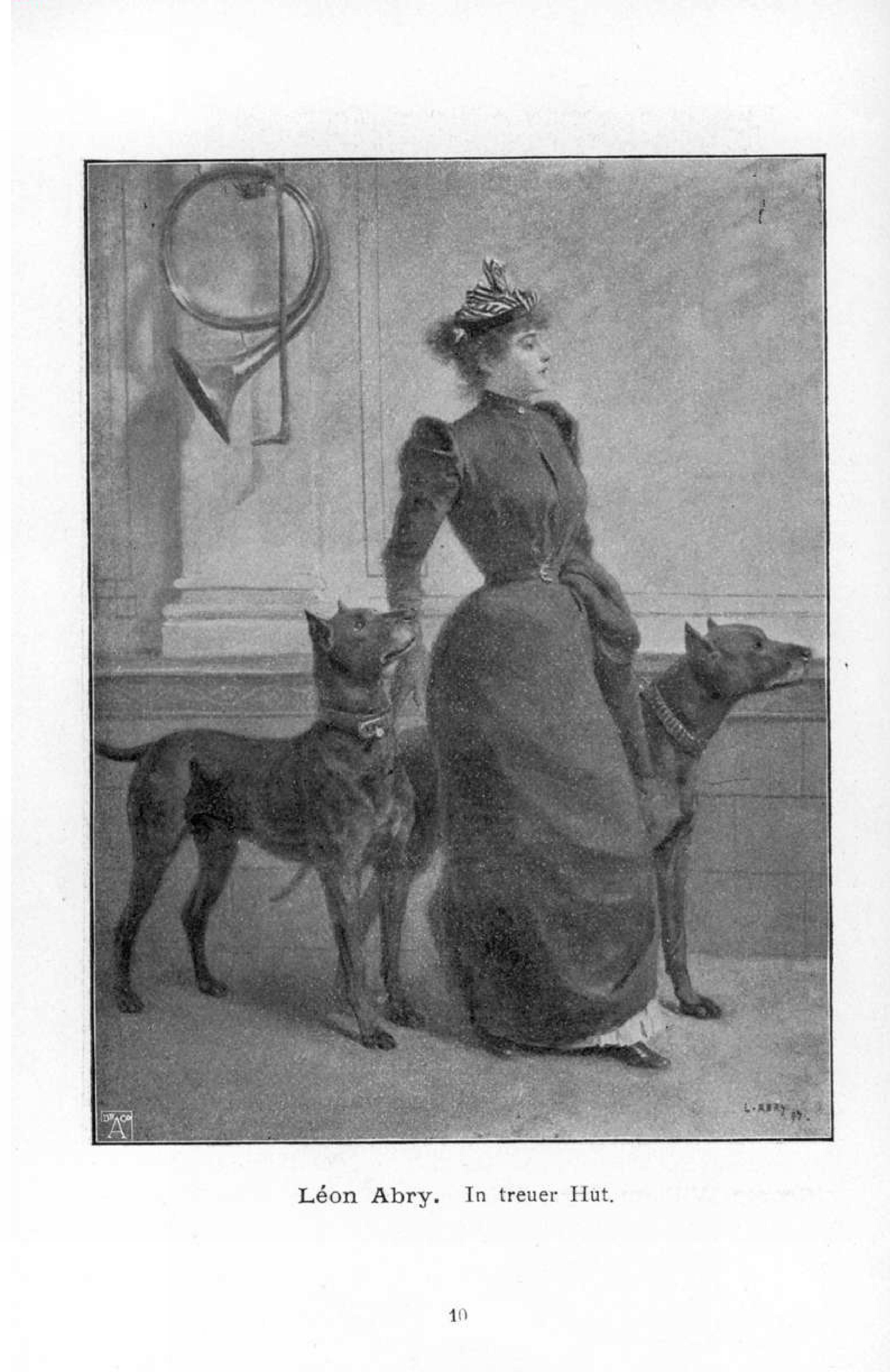
In treuer Hut
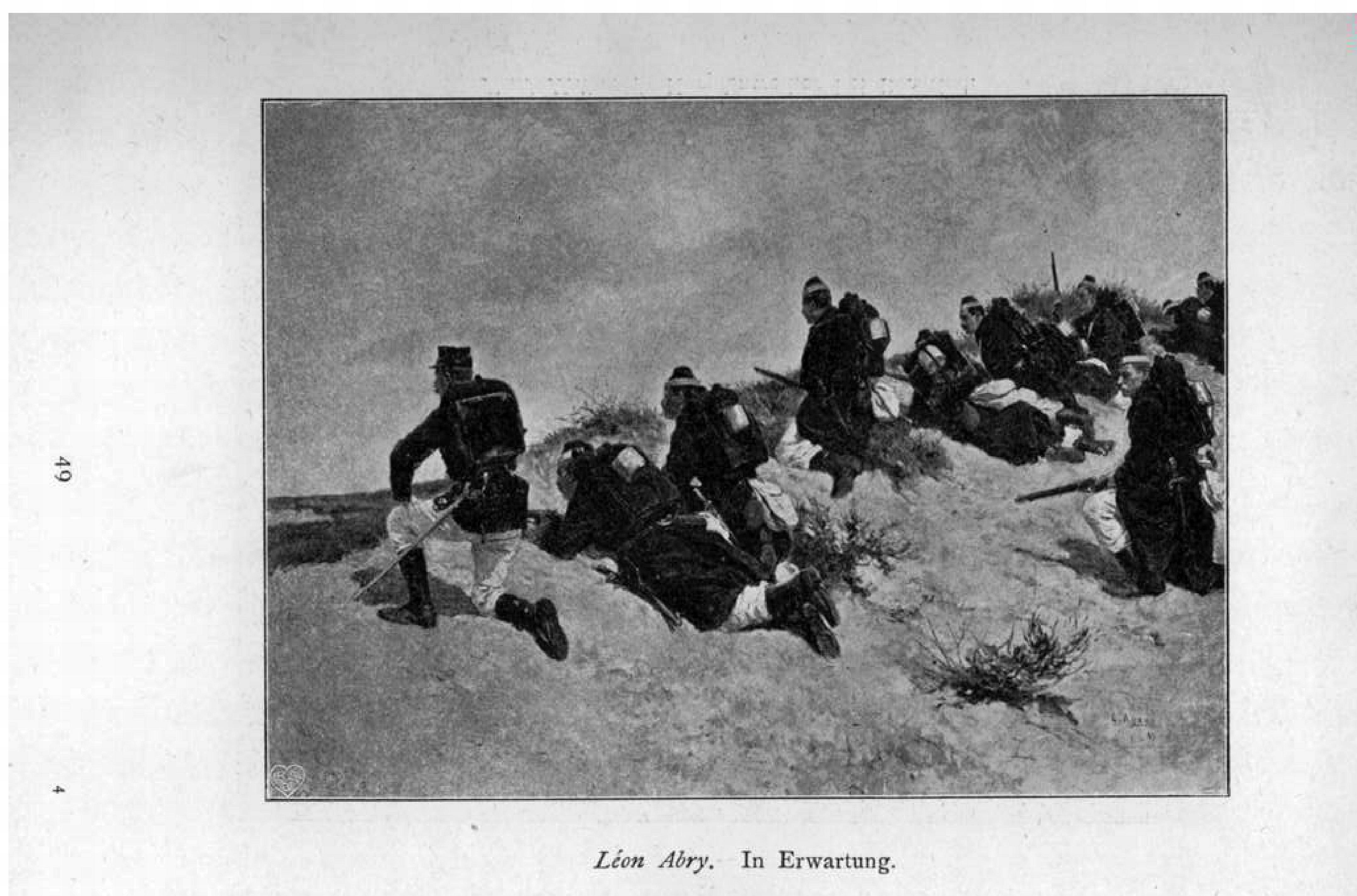
In attesa